# Russell Peters
Russell Peters (ur. 29 września 1970 w Toronto) – kanadyjski komik i aktor.

## Życiorys
Peters urodził się w Toronto jako syn Erica i Maureen Peters, w rodzinie o korzeniach katolickich i anglo-hinduskich. Kiedy miał cztery lata rodzina przeniosła się w okolice Brampton. Jego ojciec urodził się w Bombaju, w Indiach i pracował jako federalny inspektor ds. mięsa. Peters regularnie wykorzystuje historie z życia ojca w swojej pracy komediowej. Starszy brat Clayton jest jego menadżerem.
Peters uczęszczał do Chinguacousy Secondary School i North Peel Secondary School w Bramalea, w Brampton. W szkole bardzo często stawał się ofiarą prześladowań ze strony innych uczniów ze względu na swoje pochodzenie. Trenował boks, co pomogło mu bronić się przed tym problemem.
Na przełomie dekad 80. i 90. był lokalnym didżejem hip-hopowym.
W roli komika zaczął występować w Toronto w 1989. W 1992 poznał komika George’a Carlina, który był jedną z postaci mających duży wpływ na jego twórczość. W 2007 roku Peters został gospodarzem jednego z jego ostatnich występów, w rok przed śmiercią Carlina. Stand-upy Petersa koncentrują się na sprawach etnicznych, rasizmie, stereotypach klasowych i kulturowych.
Peters był czterokrotnym nominowanym oraz zdobywcą jednej nagrody Gemini w 2008.

## Twórczość

### Filmografia
- Boozecan – Snake’s Friend (1994)
- Tiger Claws III – Det. Elliot (2000)
- My Baby’s Daddy – Obstetrician (2004)
- Quarter Life Crisis – Dilip Kumar (2006)
- Let’s All Hate Toronto – on sam (2007)
- Heckler – on sam (2007)
- The Take – dr Sharma (2008)
- Senior Skip Day – Uncle Todd (2008)
- The Con Artist – Pogue (2010)
- Bobby Khan’s Ticket to Hollywood – Jack the Store Manager (2011)
- Kod nieśmiertelności – Max Denoff (2011)
- National Lampoon’s 301: The Legend of Awesomest Maximus – Pervius (2011)
- Breakaway – Sonu (2011)
- Sylwester w Nowym Jorku – Chef Sunil (2011)
- Girl in Progress – Emile (2012)
- The History of Canadian Humour – on sam (2012)
- Szef – Miami Cop (2014)
- Grumpy Cat’s Worst Christmas Ever – Santa (2014)

### Dyskografia
- Outsourced (2006)
- Red, White and Brown (2008)
- The Green Card Tour: Live from the O2 Arena (2011)
- Notorious (2013)